# Ben Segers (acteur)
Ben Segers (Arendonk, 18 maart 1974) is een Vlaams acteur.
Ben Segers studeerde in 1998 af aan de Studio Herman Teirlinck. Samen met zijn jaargenoten Tom Dewispelaere, Stijn Van Opstal en Geert Van Rampelberg stichtte hij het theatergezelschap Olympique Dramatique. Hiermee staat hij elk seizoen op de planken, maar hij trad ook op in stukken van BRONKS en 't Arsenaal.

## Films
Zijn filmcarrière startte met bescheiden rollen in Any Way the Wind Blows, K3 en het ijsprinsesje en Firmin.
In 2005 speelde hij samen met Jan Hammenecker en Steven Maryns een bijrol als Hollandse Pelgrims in de Franse komische film Saint Jacques...La Mecque.
Later had hij ook nog kleine rollen in Groenten uit Balen, Code 37, Tot altijd en Los Flamencos. In 2015 speelde hij in Safety First: The Movie.
In 2021 was hij te zien als Antony, een succesvolle drugsverslaafde acteur, in de film Dealer, het regiedebuut van Jeroen Perceval, naast onder anderen Veerle Baetens en Bart Hollanders.

## Televisie
Op televisie had hij de eerste jaren naast gastrollen in Spoed, De Kotmadam, Flikken, Rupel, Witse, Het eiland
en Lili en Marleen (productleider) ook vaste rollen in de komische series Café Majestic, waar hij van 2000 tot 2003 de rol van Felix speelde, en Droge voeding, kassa 4, waar hij van 2001 tot 2003 Eddy Windham speelde. Omwille van zijn komische vaardigheden speelde hij in die periode ook mee in het komische sketchprogramma 2 Straten verder.
Een eerste grote niet-komische televisierol was de rol van Mark De Baets in De Parelvissers in 2006. 
De daaropvolgende jaren speelde hij gastrollen in onder meer Zone Stad, Aspe, Thuis en LouisLouise. 
Vanaf 2009 speelde hij de rol van commissaris Mark Vermaelen in Code 37.
In 2011 had hij belangrijke rollen in De Ronde en in De zonen van Van As. Daarnaast was hij in 2011 en 2012 een van de vaste gezichten van het bekroonde sketchprogramma Wat als? op 2BE.
In 2012 was hij ook een van de quizzers van Coromar in Quiz Me Quick en speelde gastrollen in Danni Lowinski en De Vijfhoek.
Vanaf 2013 is hij te zien in Connie & Clyde en Safety First op Vtm.
In het najaar van 2014 was hij te zien in De Biker Boys op Eén op zondagavond. Samen met Bart De Pauw en Jonas Van Geel reist hij op een Vespa Europa rond als Benji. Sinds 2016 speelt hij de hoofdrol in AUWCH_. In 2017 speelt hij een hoofdrol in #hetisingewikkeld. In 2018 speelde hij de rol van Frank Van Praet in de film De Collega's 2.0. In 2023 speelde hij in de interactieve reeks Assisen en gaf hij vorm aan het personage Lieven Vangavere.
In 2024 speelt hij de rol van Vincent de verzetsstrijder, een bijrol in de Amerikaanse serie Masters of the Air.

## Trivia
- In 2003 speelde Segers de hoofdrol in de Hooverphonic-videoclip van The last thing I need is you, samen met Geike Arnaert.
- Segers beschikt niet over een rijbewijs A of A1 wat verplicht is om in het buitenland te mogen rijden met een 125cc, gelukkig werd het toch goedgekeurd dat hij voor de opnames van De Biker Boys wel mocht meerijden met een 125cc, zonder rijbewijs.
- Op 16 januari 2015 begon de muziektournee van Ben Segers, samen met Nele Bauwens, langs de Vlaamse zalen.